# Народный национальный конгресс
Народный национальный конгресс — Реформа (англ. People's National Congress — Reform, PNCR) — одна из двух ведущих политических партий Гайаны (наряду с Народной прогрессивной партией, также декларирующей демократический социализм).
Почти три десятилетия, с момента основания и до своей смерти, её возглавлял Форбс Бёрнхем, при котором идеология партии определялась как «кооперативный социализм», закреплённый в Конституции Гайаны. Нынешний лидер — Дэвид А. Грейнджер, президент страны с 2015 года. Партия в настоящее время является ведущим компонентом коалиции «Партнерство во имя национального единства» во главе с Грейнджером и занимает 22 из 65 мест в Национальном собрании.
Конечной целью ННК провозглашает создание «гуманного общества» с равными возможностями для всего населения. В этнически разделенном политическом ландшафте Гайаны ННК поддерживают главным образом афрогайанцы.

## История
Национальный народный конгресс был сформирован в результате раскола 1955 года в Народной прогрессивной партии Гайаны. Партия раскололась преимущественно по этническому признаку, на который наложились личные противоречия между двумя политическими лидерами НППГ (Чедди Джаганом и Форбсом Бёрнхемом) и идеологические разногласия. Правое крыло партии во главе с Бёрнхемом, пользующаяся поддержкой афрокреольской части населения и (на тот момент) британской колониальной администрации, выделилась в собственную партию. Проиграв выборы 1957 года, приняла название Народный национальный конгресс (ННК).
В 1959 году она поглотила Объединённую демократическую партию. ННК получил 11 мест на выборах 1961 года, на которых большинство завоевала НППГ. В начале 1960-х годов, когда набирало силу движение за независимость страны, левые взгляды Джагана и его НППГ вызывали опасение у США и Великобритании, которым Бёрнхем и ННК казались более предпочтительными. Незадолго до парламентских выборов 1964 года британская администрация изменила избирательный закон и ввела пропорциональную систему. На выборах 1964 года Народная прогрессивная партия получила почти 46 % голосов (при явке в 97 %) и большинство мест в парламенте, но Народному национальному конгрессу, набравшему 40 %, удалось воспользоваться изменением избирательного законодательства и сформировать коалицию с консервативной партией «Объединённая сила» (12 %) при поддержке британского губернатора, сместившего Джагана с поста премьер-министра. Располагая 22 из 53 мест, ННК сформировал новое правительство во главе с премьер-министром Бёрнхемом.
В течение 1960-х годов ННК был в союзе с чёрными националистами из Африканского обществом по культурным связям с независимой Африкой Эуси Куэйяны (ASCRIA), пока организация не порвала с Конгрессом в 1971 году из-за коррупции в правительстве и не преобразовалась в многоэтническое демократическое движение, ставшее основой левого оппозиционного Альянса трудящихся (Союза трудящегося народа).
Придя при поддержке британцев к власти в 1964 году, ННК сохранял её до 1992, нередко прибегая к авторитарным методам, репрессиям против оппозиции и фальсификациям, которые помогли победить на выборах в 1968, 1973 и 1980 годах. В конце 1960-х Конгресс принял в своей программе концепцию «кооперативного социализма», предусматривавшую постепенное превращение страны в социалистическое государство на основе приоритетного развития кооперативов, стирания классовых различий, создания равных возможностей для всех гайанцев, установления рабочего контроля над управлением и производством. На деле же усиливался авторитаризм правительства (в 1974 году Бёрнхем объявил о руководящей роли своей партии, сращенной с госаппаратом), а рабочие забастовки подавлялись. После краткого примирения с НППГ 1977 ННК также объявил себя марксистско-ленинской партией, однако это не отобразилось на его политике, особенно внешней.
После смерти в 1985 году основателя и лидера ННК Бёрнхема новым лидером и президентом ННК стал Десмонд Хойт. Выиграв очередные сфальсифицированные выборы в том же 1985 году, новое руководство партии совершило неолиберальный разворот к курсу на сворачивание государственного сектора, а в 1990 отказалось от положения о переходе к социализму в пользу приоритетного развития рыночной экономики и свободного предпринимательства, а также широкого привлечения иностранных инвестиций, включая приватизацию лесных угодий.
Позволив провести свободные всеобщие выборы в 1992 году, ННК проиграл на них НППГ и надолго ушёл в оппозицию. Партия проиграла и следующие выборы в 1997; в 2001, выступая в блоке с движением «Реформа», ННК собрал 41,7 % голосов и тоже не смог обойти НППГ. После смерти Хойта в 2002 году на посту лидера партии его сменил Роберт Корбин. На выборах 2006 года у ННК оказалось ещё меньше мест. Перед выборами 2011 года Конгресс сформировал альянс «Партнерство во имя национального единства» (APNU) с несколькими меньшими партиями. Хотя оппозиционные APNU и Альянс за перемены получили больше мест, чем НППГ, лидер последней Дональд Рамотар как кандидат крупнейшей партии автоматически стал президентом.
Альянс «Партнерство во имя национального единства» сформировал совместный список с Альянсом за перемены для выборов 2015 года, на которых им удалось на один депутатский мандат (33 из 65 мест) обойти НППГ. Лидер ННК Дэвид А. Грейнджер стал президентом.

## Организация
Имеет молодёжное (Молодёжное и студенческое движение Гайаны) и женское (Национальный конгресс женщин) крыло.
Главный орган партии на протяжении всей её истории — съезд, проводимый раз в два года. Он обсуждает доклады, представленные Центральным исполнительным комитетом, и резолюции по актуальным вопросам.
Печатный орган ННК — еженедельная газета «Новая нация» (New Nation).